# Урочище «Теремне»
Уро́чище «Тере́мне» — комплексна пам'ятка природи загальнодержавного значення в Україні. Розташована в межах Острозького району Рівненської області, на південь від села Теремне.
Площа 91 га. Статус надано 1975 року. Перебуває у віданні ДП «Острозький лісгосп» (Новомалинське л-во: кв. 48, вид. 8, 18-21; кв. 49, вид. 1, 25-30; кв. 54, вид. 1, 7, 8, 11, 12, 16; кв. 55, вид. 1-3).
Охороняється лісове урочище. На невисоких горбах ростуть сосни звичайні заввишки до 50 м, діаметром до 85 см. Другий ярус лісу — листяні породи: граб, дуб, зрідка черешня. Трав'яний покрив у лісі розріджений: вовче лико, кадило сарматське, місцями стелиться плюш. Росте також лілія лісова, занесена до Червоної книги України.
Є кілька природних джерел.